# Jagiellonia Białystok
Jagiellonia Białystok (Jagiellonia Białystok Sportowa Spółka Akcyjna) este un club de fotbal din Białystok, Polonia. Echipa susține meciurile de acasă pe Stadion Miejski cu o capacitate de 22.386 de locuri.

## Palmares
- Ekstraklasa:
  - Câștigătoare (1): 2024
- Cupa Poloniei:
  - Câștigătoare (1): 2010
  - Finalistă (2): 1989, 2019
- Supercupa Poloniei:
  - Câștigătoare (1): 2010
- Remes Cup Extra:
  - Finalistă (3): 2009, 2010, 2011

## UEFA Europa League
| Sezonul | Competiției        | Rundă          | Echipa 2                     | Tur | Retur |
| ------- | ------------------ | -------------- | ---------------------------- | --- | ----- |
| 2010/11 | UEFA Europa League | preliminarii 3 | Grecia Aris Salonic FC       | 1:2 | 2:2   |
| 2011/12 | UEFA Europa League | preliminarii 1 | Kazahstan FC Irtysh Pavlodar | 1:0 | 0:2   |
| 2015/16 | UEFA Europa League | preliminarii 1 | Lituania FK Kruoja Pakruojis | 8:0 | 1:0   |
| 2015/16 | UEFA Europa League | preliminarii 2 | Cipru AC Omonia              | 0:0 | 0:1   |
| 2017/18 | UEFA Europa League | preliminarii 1 | FC Dinamo Batumi             | 4:0 | 1:0   |
| 2017/18 | UEFA Europa League | preliminarii 2 | Azerbaidjan FK Qäbälä        | 0:2 | 1:1   |
| 2018/19 | UEFA Europa League | preliminarii 2 | Portugalia Rio Ave FC        | 1:0 | 4:4   |
| 2018/19 | UEFA Europa League | preliminarii 3 | Belgia KAA Gent              | 0:1 | 1:3   |

## Informații despre stadion[1]
- Nume - Stadion Miejski
- Oraș - Białystok
- Capacitate - 22.386
- Inaugurare - 1971/2014
- Mărimea terenului - 105 x 68 metri.

## Jucători faimoși
| - Antoni Komendo-Borowski - Bekim Balaj - Jacek Bayer - Daniel Bogusz - Marcin Burkhardt - Thiago Rangel Cionek - Marek Citko - Tomasz Frankowski - Kamil Grosicki - Radosław Kałużny - Rodnei Francisco de Lima - Alexis Norambuena - Michał Pazdan - Grzegorz Rasiak - Marco Reich - Grzegorz Sandomierski - Andrius Skerla - Radosław Sobolewski - Euzebiusz Smolarek - Grzegorz Szamotulski - Tomasz Wałdoch - Łukasz Załuska |